# Chapelle expiatoire
Ne doit pas être confondu avec Chapelle expiatoire du Champ-des-Martyrs.
La chapelle expiatoire est une chapelle située dans le 8e arrondissement de Paris en région Île-de-France.
Elle constitue un ensemble religieux et commémoratif consacré aux victimes de la Révolution, notamment le couple royal, construit de 1815 à 1826. Elle est classée monument historique depuis 1914.

## Localisation
La chapelle expiatoire est située dans le 8e arrondissement de Paris, dans le quartier de la Madeleine, au centre du square Louis-XVI, 29 rue Pasquier.
L'édifice est dressé à l'emplacement de l'ancien cimetière de la Madeleine et sa position précise a été définie par le lieu d'inhumation du corps du roi Louis XVI à la suite de son exécution le 21 janvier 1793 sur la place de la Concorde.

## Historique

### De la «décoiffante» à la fosse commune
Ouvert en 1721, ce cimetière relativement récent accueille en moyenne 160 corps par an jusqu'à la Révolution et présente l'avantage de disposer de beaucoup de places disponibles à l'inverse de nombre de cimetières parisiens qui débordent alors, au propre comme au figuré, tel le cimetière des Innocents dont les cadavres se déversent dans les caves des Halles, conduisant Louis XVI à interdire en 1783 toute nouvelle inhumation dans Paris et à ordonner le transfert des corps dans les catacombes.
Le cimetière de la Madeleine avait déjà été utilisé pour inhumer les victimes du feu d'artifice du mariage du futur Louis XVI et de sa jeune épouse en 1770 sur la place Louis-XV. Sa proximité avec la place de la Révolution où se déroulent la plupart des exécutions sous la Terreur en fait un lieu d'inhumation pratique et discret sans sortir de Paris, dont les abords plus hostiles à la Révolution sont difficiles à contrôler.
C'est à ce titre que nombre de victimes de « la décoiffante » (la guillotine) comme Madame Rolland, Olympe de Gouges, Charlotte Corday, Antoine Barnave, Philippe Egalité, Jacques Hébert ou encore Madame du Barry, une dizaine de députés girondins ou bien les Suisses abattus lors de la journée du 10 août 1792, sont jetés dans des fosses communes.
Le cimetière est fermé par le Comité de salut public en 1794 puis vendu à divers propriétaires jusqu'au magistrat royaliste Louis Desclozeaux qui, habitant rue d'Anjou (sa maison disparue est matérialisée par un arbre dans l'actuel square Louis-XVI), avait noté l'emplacement de la fosse dans laquelle les corps du roi et de la reine de France avaient été jetés.

### Expier la Révolution

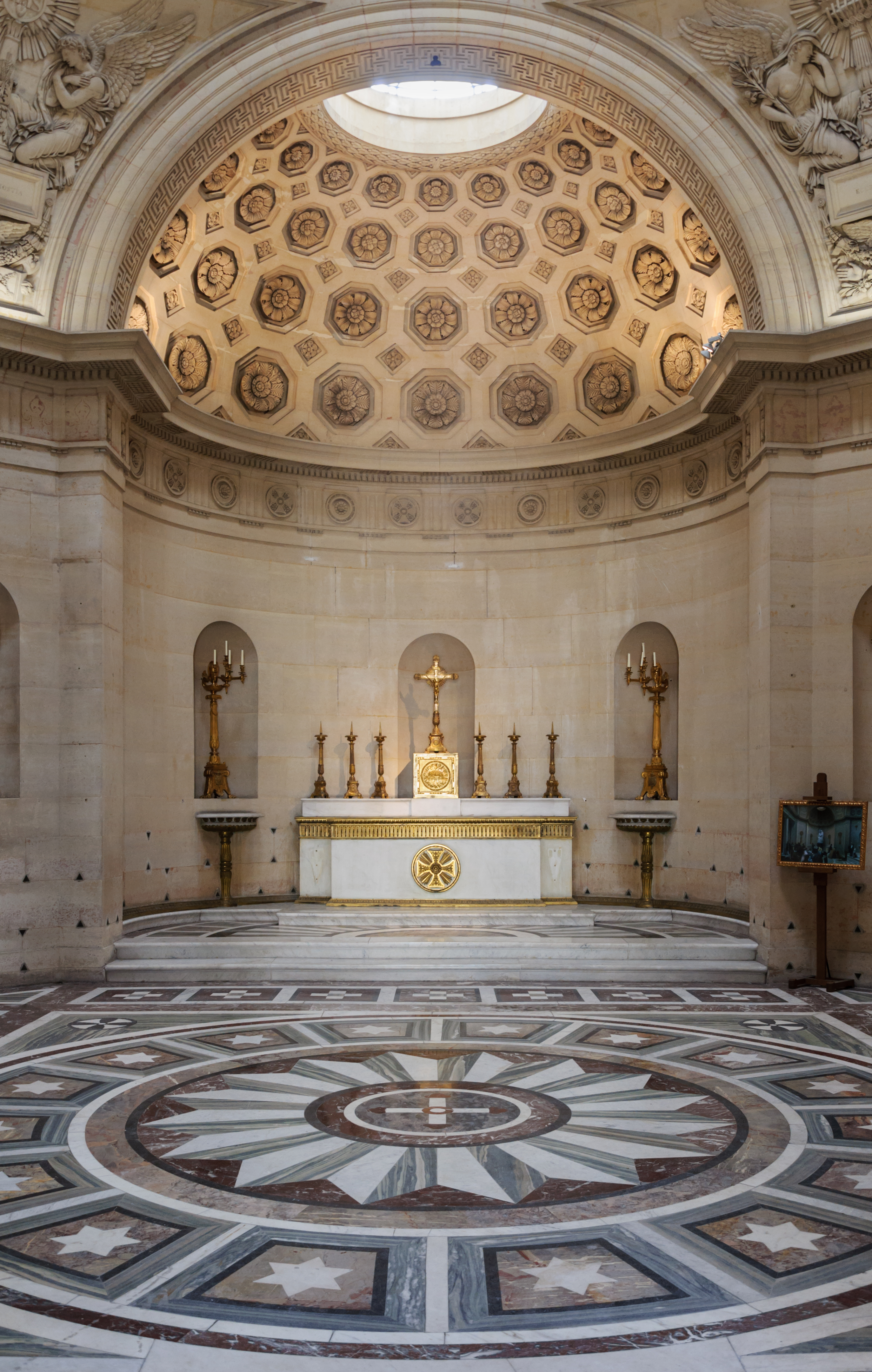
Vue intérieure de la chapelle expiatoire.

En 1814, la monarchie est restaurée après la Révolution et l'Empire. À la faveur de son arrivée sur le trône, le roi Louis XVIII s'attache à raviver le souvenir de son frère Louis XVI guillotiné sous la Terreur en 1793 et se lance à la recherche des dépouilles du couple royal.
Sur les indications de Desclozeaux, les dépouilles de Louis XVI et de Marie-Antoinette sont exhumées et transférées à la nécropole royale de Saint-Denis le 21 janvier 1815, jour du 22e anniversaire de la mort du roi.
Le même jour, Louis XVIII fait poser la première pierre de l'actuelle chapelle commémorative (le nom d'expiatoire n'a jamais été mentionné officiellement).
L'idée lui avait été suggérée par l'ultra royaliste duc de Doudeauville, aide de camp du comte d'Artois, frère du roi et futur Charles X, afin d'honorer non seulement la mémoire du couple royal guillotiné mais également celle des centaines de Gardes suisses tués lors de la journée du 10 août 1792 lors de la prise du palais des Tuileries ou dans les prisons parisiennes dans les jours qui ont suivi et eux aussi jetés dans les fosses du cimetière de la Madeleine.

### Construction de la chapelle
Le monument est commandé à Pierre Fontaine, architecte officiel de tous les régimes du Consulat au Second Empire. Il s'adjoint les services de son élève Louis-Hippolyte Lebas comme inspecteur et se sépare exceptionnellement pour l'occasion de son équipier habituel Charles Percier, qui n'approuvait pas le projet.
Commencé le 21 janvier 1815, la construction s'étale sur 11 années et se termine en 1826 sous le règne de Charles X.
Le projet, d'inspiration néoclassique, est financé sur la cassette personnelle de Louis XVIII pour un montant de 3 millions de livres.
Il se présente à l'origine comme une oasis de calme et de silence en plein cœur de Paris. La chapelle est alors entourée d'un parc à l'anglaise recouvrant l'ancien cimetière de la Madeleine et une longue allée de cyprès relie le perron à l'actuelle rue de l'Arcade.

### Réaménagements haussmanniens

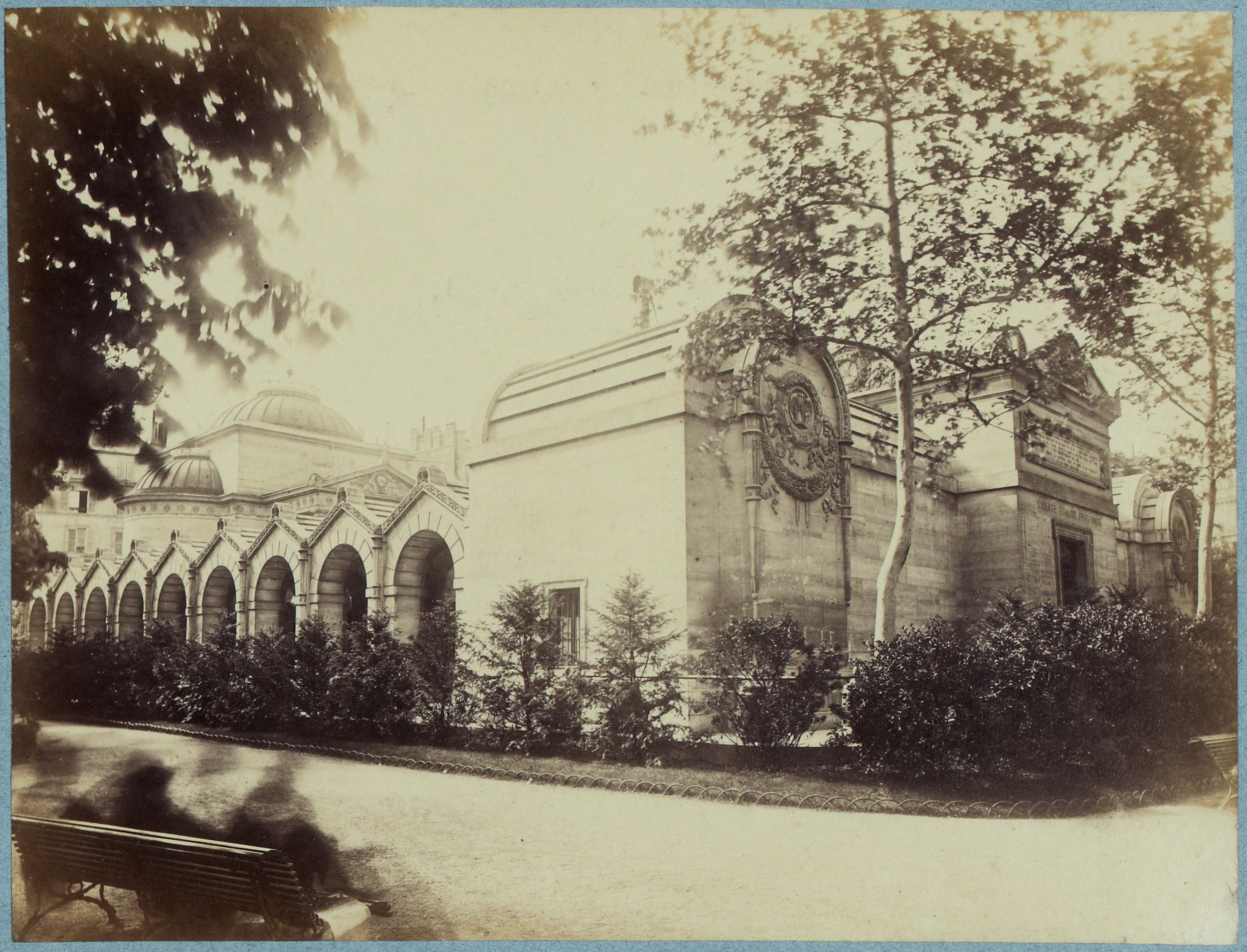
Vue extérieure par Bruno Braquehais.

Sous le Second Empire, la chapelle est restaurée et son environnement remanié. L'allée de cyprès est supprimée en 1862, seuls une dizaine de mètres sont conservés pour offrir l'accès sur la rue Pasquier. Le petit jardin romantique d’origine laisse alors place au square Louis-XVI durant les grands travaux d'Haussmann.

### Menaces de destructions

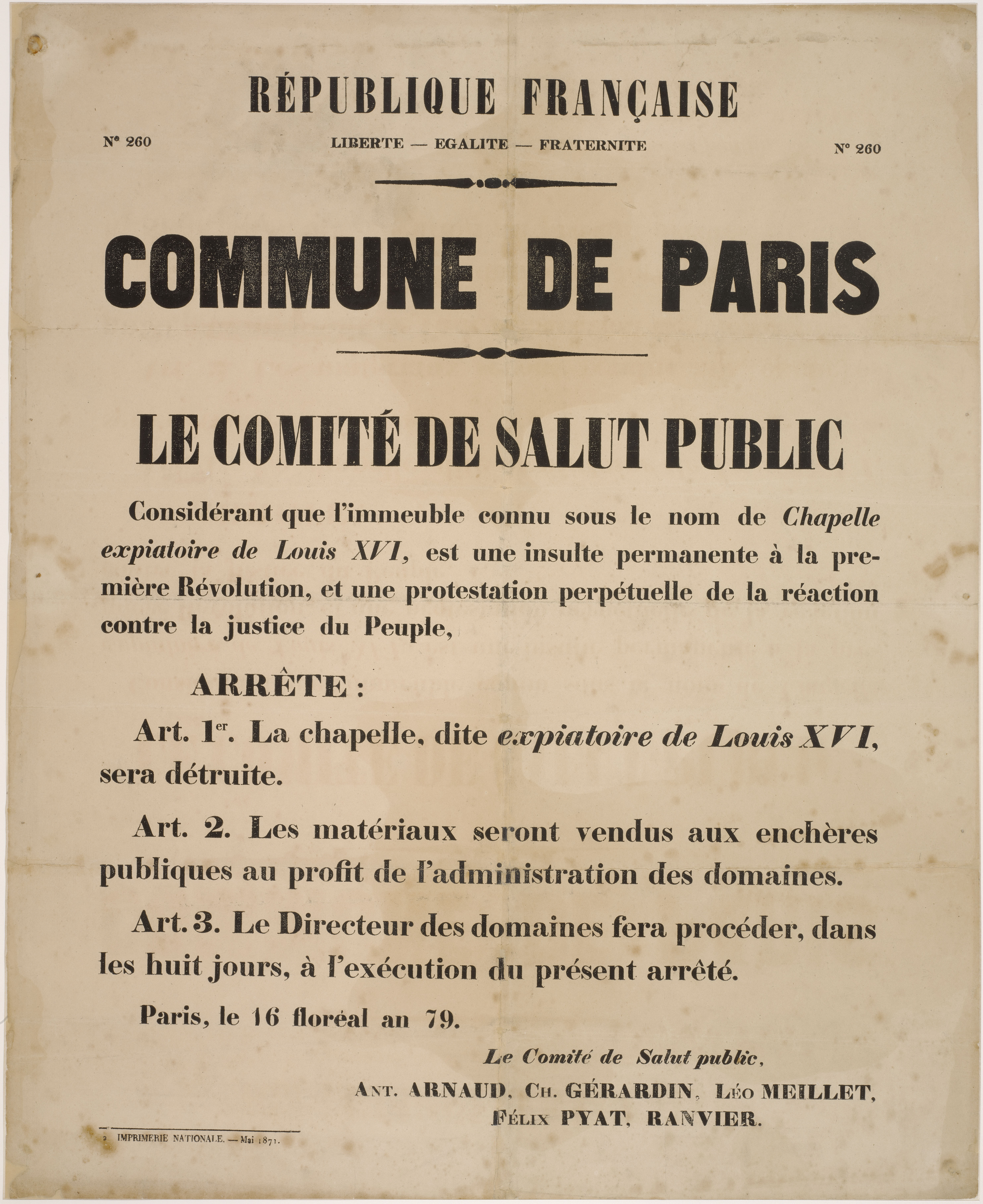
Affiche du Comité de Salut public de la Commune annonçant la destruction de la chapelle expiatoire.

Dès son origine, l'érection de la chapelle fait l'objet de controverses politiques.
Tout d'abord entre ultra-royalistes, favorables au retour de l'Ancien Régime absolutiste, et partisans de la Charte de 1814 plus favorables à une monarchie constitutionnelle, qui dans une volonté de consensus souhaitent éviter de rouvrir des blessures encore fraîches.
Le 6 mai 1871, la Commune exigea que la chapelle soit démolie, mais cette résolution ne fut jamais mise à exécution, notamment grâce à l'action de Jacques Libman, qui avait retardé la destruction en se faisant passer pour un entrepreneur américain intéressé par les pierres du monument auprès de Jules Fontaine, directeur des Domaines de la Commune,,,.
Plusieurs fois sous la IIIe République, la destruction du symbole est régulièrement évoquée : de 1826 à 1910, 21 projets de démolition furent présentés, notamment par Jean Jaurès,.

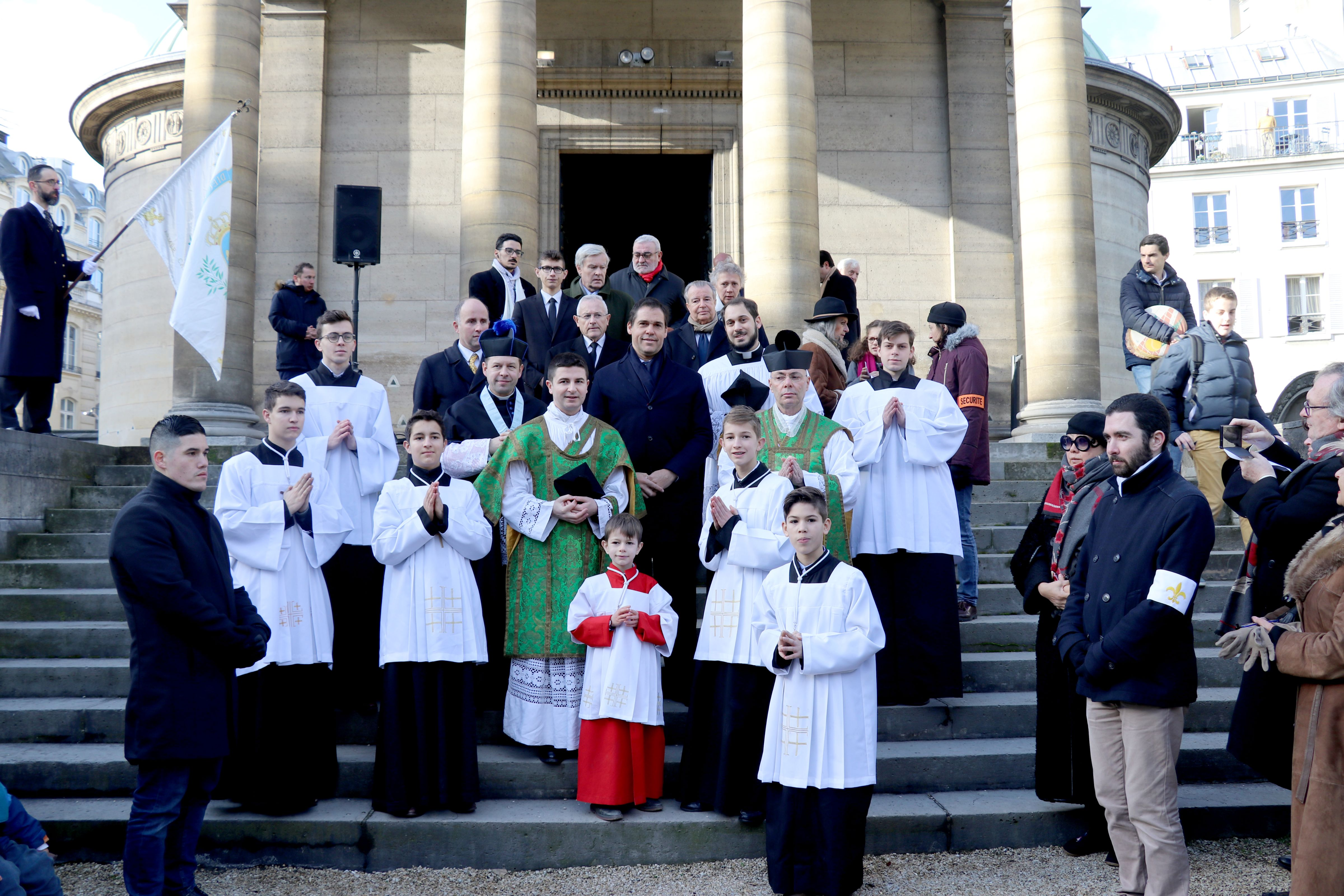
Messe commémorative du 19 janvier 2020 (avec Louis de Bourbon, prétendant légitimiste).

### Entre gestion républicaine et souvenir légitimiste
En dépit des menaces, la chapelle n’est pas détruite lors des changements de régimes. Elle est au contraire même classée monument historique le 22 juillet 1914 par décision du ministre des Beaux-Arts et à la suite de nombreuses actions parlementaires de partis royalistes notamment. Gérée par le Centre des monuments nationaux, la chapelle est ouverte au public et à la visite depuis cette époque avec de rares périodes de fermeture en temps de guerre, pour des restaurations lourdes ou des cérémonies privées.
Ce fut le cas lors de la construction de la ligne 14 du métro passant 20 mètres sous la chapelle à la fin des années 1990 ou à la suite de la « tempête du siècle » en 1999 ou la tempête Klaus en 2009, qui avaient endommagé les toitures et fragilisé les arbres du square.
Semble-t-il du fait du financement public par la Cassette royale, la chapelle expiatoire est propriété de l'État (domaine national), contrairement aux autres lieux de cultes qui sont le plus souvent propriétés des communes,. Comme pour la plupart des monuments nationaux, il est possible de privatiser le lieu pour un mariage ou tout autre évènement ; c'est aussi le rendez-vous annuel et traditionnel des royalistes légitimistes, qui y célèbrent chaque 21 janvier ou le dimanche précédent le 21 une messe pour le repos des âmes de Louis XVI et de Marie-Antoinette.

### Vers de nouvelles découvertes?
Louis XVIII avait souhaité que lors de l'érection de la chapelle ne soit « déplacée aucune terre saturée de victimes ». Un souhait qui semble avoir été respecté car en 2018, à la suite de fouilles et sondages de surveillance du bâtiment, il semble que des chambres scellées et aveugles, jusqu'ici inconnues, soient présentes derrière les murs de la chapelle souterraine.
En dehors de ceux du roi et de la reine, transférés à la nécropole de Saint-Denis, on ignorait ce qu'étaient devenus les corps des personnes tuées et enterrées dans ce cimetière lors de la Révolution. 
L'historien Aymeric Peniguet de Stoutz eut un doute sur une possible confusion entre le cimetière de la Madeleine sur l'emplacement duquel la chapelle a été construite, et un cimetière qui était voisin de l'ancienne église de la Madeleine d'où les ossements en question ont été extraits. Après études des plans et documents, le président du Centre des monuments nationaux Philippe Bélaval autorise en décembre 2018 le médecin légiste Philippe Charlier, spécialisé dans la recherche et l'authentification de dépouilles historiques, d'insérer des micro-caméras dans les joints en mortier de l'édifice, permettant ainsi de découvrir des cavités contenant des coffres et des ossements. Les recherches se poursuivent.

## Architecture

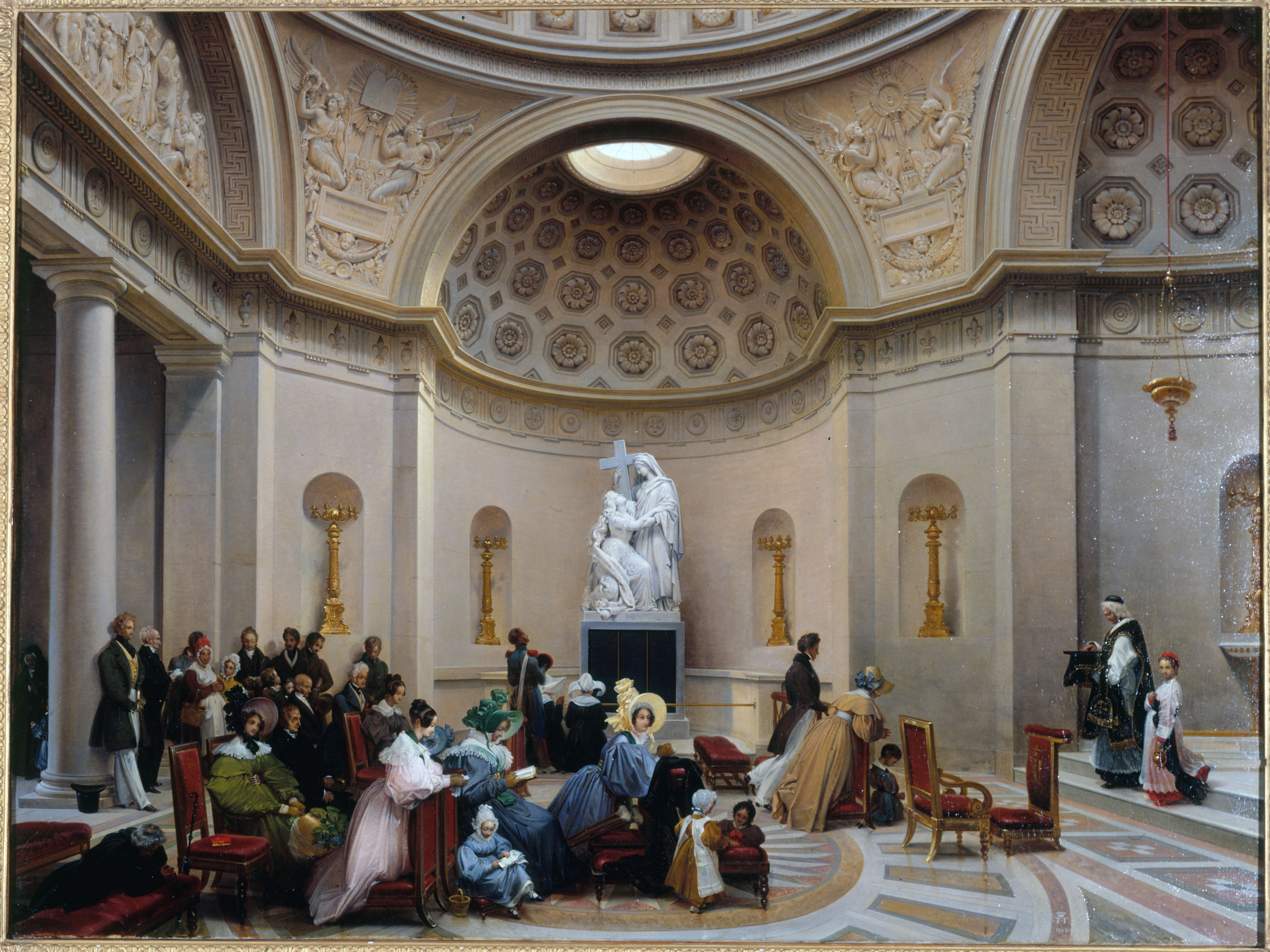
Lancelot Théodore Turpin de Crissé, Une messe à la Chapelle expiatoire, 1835, musée Carnavalet.

### Style
Pierre-Francois-Léonard Fontaine et son assistant Louis-Hippolyte Le Bas adoptent un style néoclassique empruntant à l'Antiquité, au Moyen Âge et à la Renaissance, très en vogue depuis le règne de Louis XVI et plus particulièrement après l'Empire et à l'aube de la période romantique.
Chateaubriand qualifie la chapelle comme « peut-être le monument le plus remarquable de Paris ».

### Composition générale
De l'extérieur, l’édifice se présente comme une enceinte fermée au sein de laquelle on pénètre par un pavillon autrefois ceint d'un jardin à l'anglaise et précédé d'une allée de cyprès qui se prolongeait jusqu'à la rue de l'Arcade.

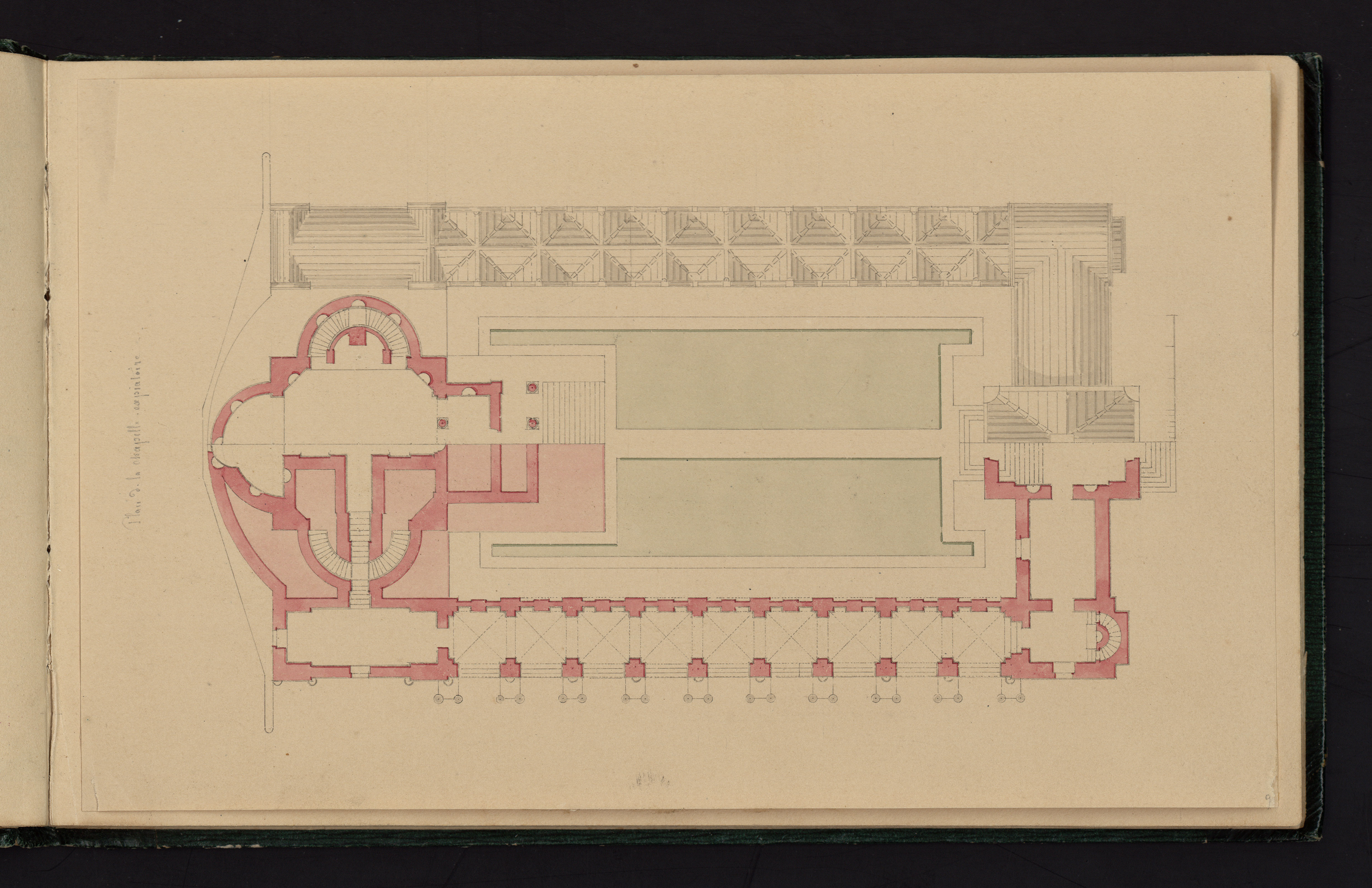
Plan de la chapelle expiatoire par Prosper Morey.

Le pavillon d'entrée se compose d'un vestibule et d'un escalier droit donnant accès à une cour d'honneur surélevée de 2 mètres. Cette cour est bordée de cénotaphes dédiés aux Gardes suisses tués le 10 août 1792 ; au centre, une allée bordée de rosiers créés pour Marie-Antoinette à Trianon mène à la chapelle proprement dite. En contrebas de part et d'autre de la cour, deux galeries de cloître entourent la cour mais au niveau du parc.

### Éléments architecturaux

#### Pavillon d'entrée
Première étape imposante du parcours vers la chapelle, le pavillon masque et protège le cœur sacré du monument depuis l'extérieur. Sa façade se compose d'une paroi nue, uniquement percée d'une porte monumentale, et est surmontée d'un sarcophage colossal dont le fronton se découpe sur le ciel. Un large cartouche reprend la dédicace de l'édifice par Louis XVIII pour honorer le lieu d'inhumation de son frère Louis XVI et Marie-Antoinette.

#### Vestibule
Cette très haute pièce d'entrée accueille deux portes d'accès aux galeries de cloîtres latérales. Au centre, un escalier mène deux mètres plus haut à la cour d'honneur. Les murs sont décorés de guirlandes, motifs floraux et monogrammes du couple royal décapité. Volontairement aveugle et sombre, cette pièce permet de sublimer l'effet de contraste et de luminosité en arrivant au sommet des marches de la cour d'honneur.

#### Jardin intérieur

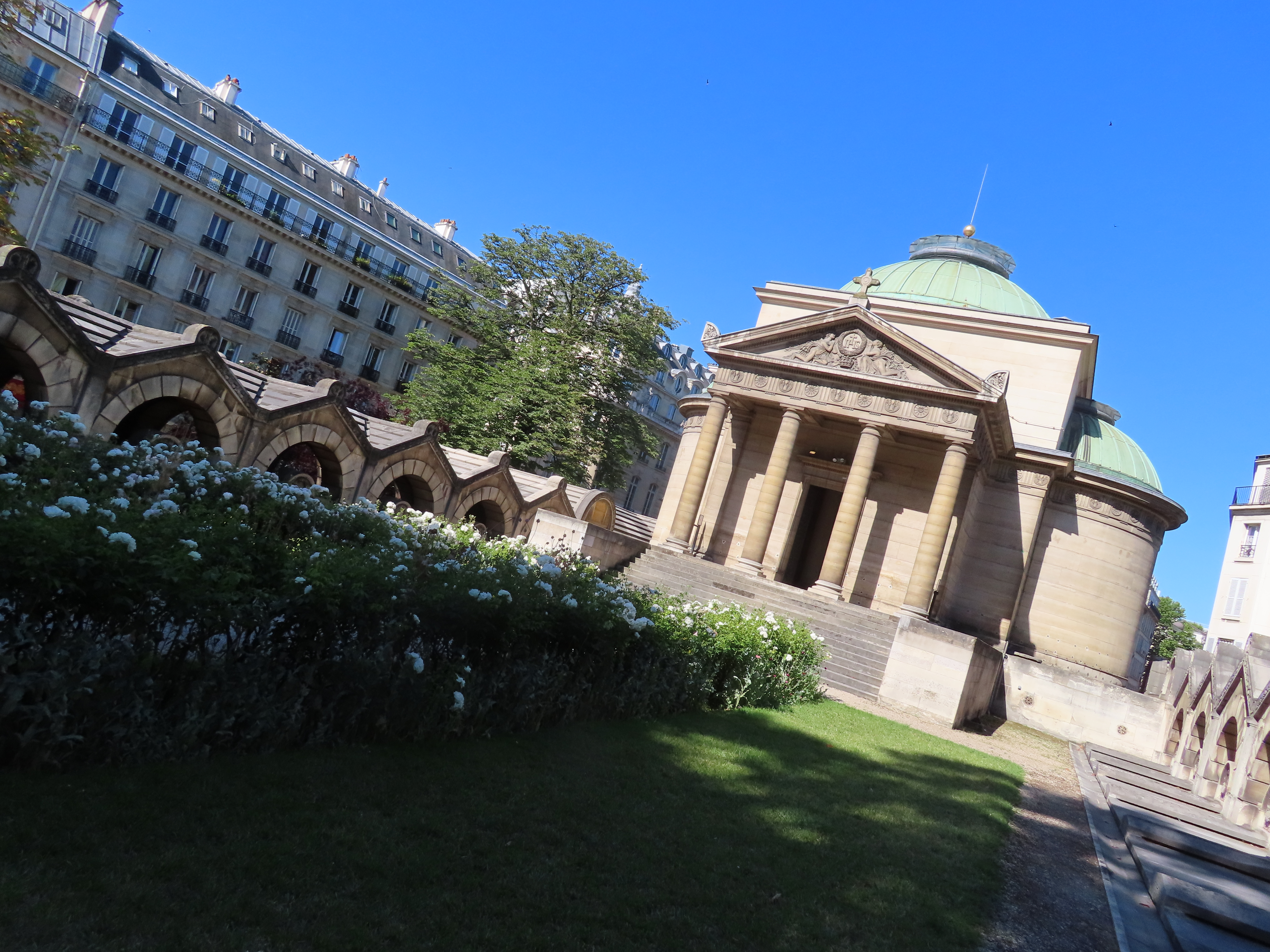
Le Campo Santo de la chapelle expiatoire : jardin surélevé constitué de la terre tamisée de l'ancien cimetière.

Le jardin intérieur, autrement nommé cour d'honneur ou encore Campo Santo, est constitué de la terre tamisée de l'ancien cimetière. De part et d'autre, des cénotaphes marquent les limites de l'ancien cimetière et perpétuent le souvenir des Gardes suisses tués lors de la prise des Tuileries le 10 août 1792. Sur chaque stèle, un sablier ailé figure la fuite du temps, le pavot symbolise lui le repos éternel et enfin les branches de cyprès représentent le deuil.
Les rosiers entourant l'allée centrale sont de la variété créée pour Marie-Antoinette à Versailles.

#### Chapelle supérieure
Au fond de la cour, un portique tétrastyle (à quatre colonnes) surmonté d'un fronton de style dorique donne accès à la chapelle, dont la composition générale rappelle le couvent de la Reine élevé par Richard Mique à Versailles.
Fontaine et Le Bas ont retenu un plan centré en croix grecque très approprié à un édifice commémoratif, en référence aux martyria mais également contraint par l'emplacement exact de la fosse d'inhumation des dépouilles royales, empêchant la construction d'un bâtiment en longueur et donc sur le plan latin. Une harmonie très équilibrée se dégage de la coupole et des deux demi-coupoles entourant le massif cubique adouci par le péristyle.
À l'intérieur, trois voûtes, en cul de four à caissons et éclairés par un oculus dans leur partie supérieure, contrebutent la coupole centrale également à caissons et ajourée, reposant sur des pendentifs. L’éclairage zénithal est naturel, seulement dispensé par les oculus des voûtes.
Quatre compositions religieuses : la Passion du Christ, l'Eucharistie, la Trinité, les Tables de la Loi ainsi qu'un tympan au-dessus de l'entrée représentant la translation des ossements à Saint-Denis composent le programme décoratif imaginé par Francois-Antoine Gérard.
Deux groupes sculptés en marbre blanc montrent les souverains en attitude extatique de chaque côté de la chapelle : Louis XVI, auquel un ange montre le ciel, de François Joseph Bosio, et Marie-Antoinette soutenue par la Religion de Jean-Pierre Cortot. Les « testaments » des deux souverains sont reproduits sur leur socle. Ils ont été offerts en 1834 par la duchesse d'Angoulême, fille aînée survivante de Louis XVI et Marie-Antoinette.

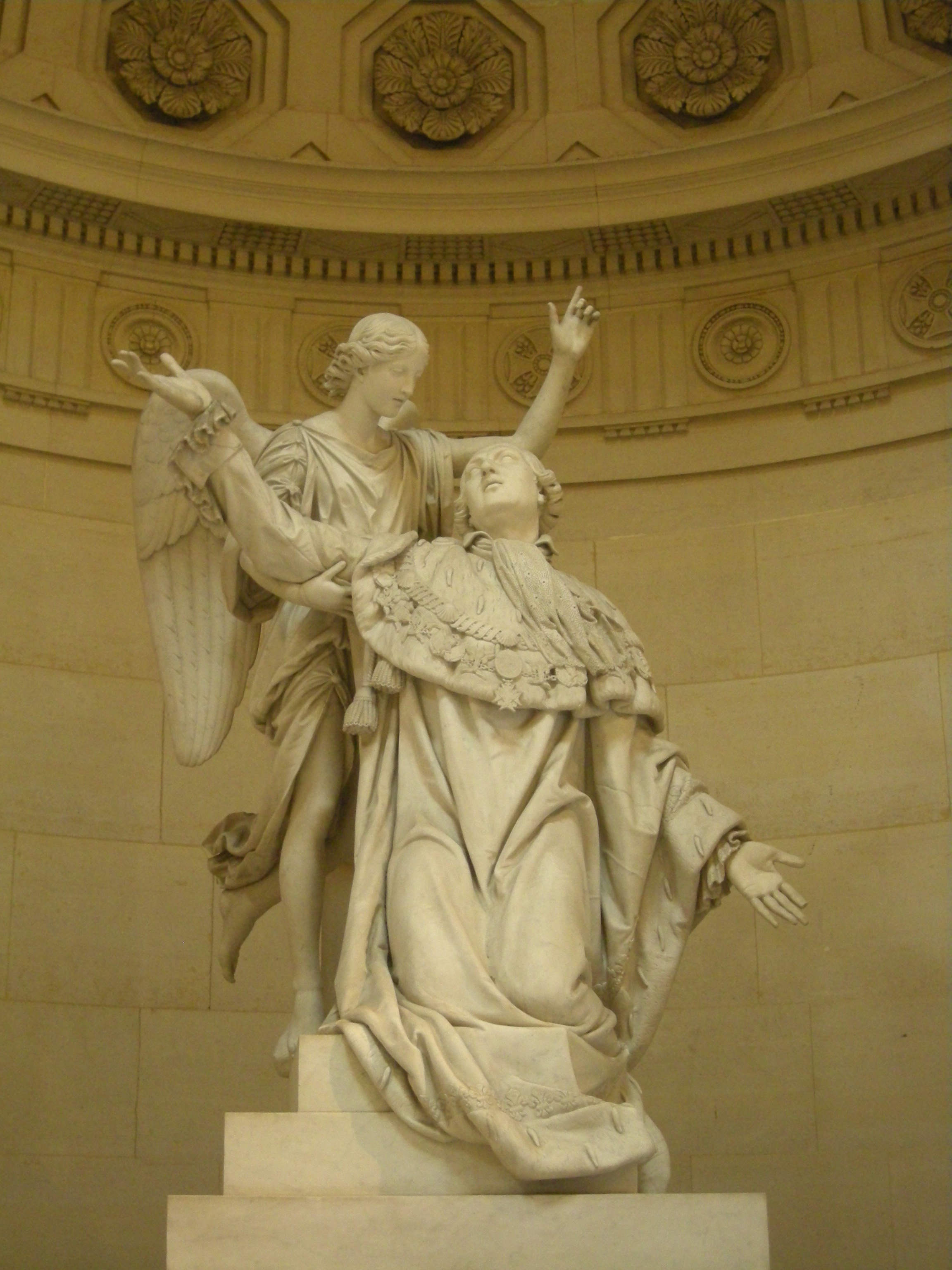
François-Joseph Bosio, Louis XVI, auquel un ange montre le ciel.
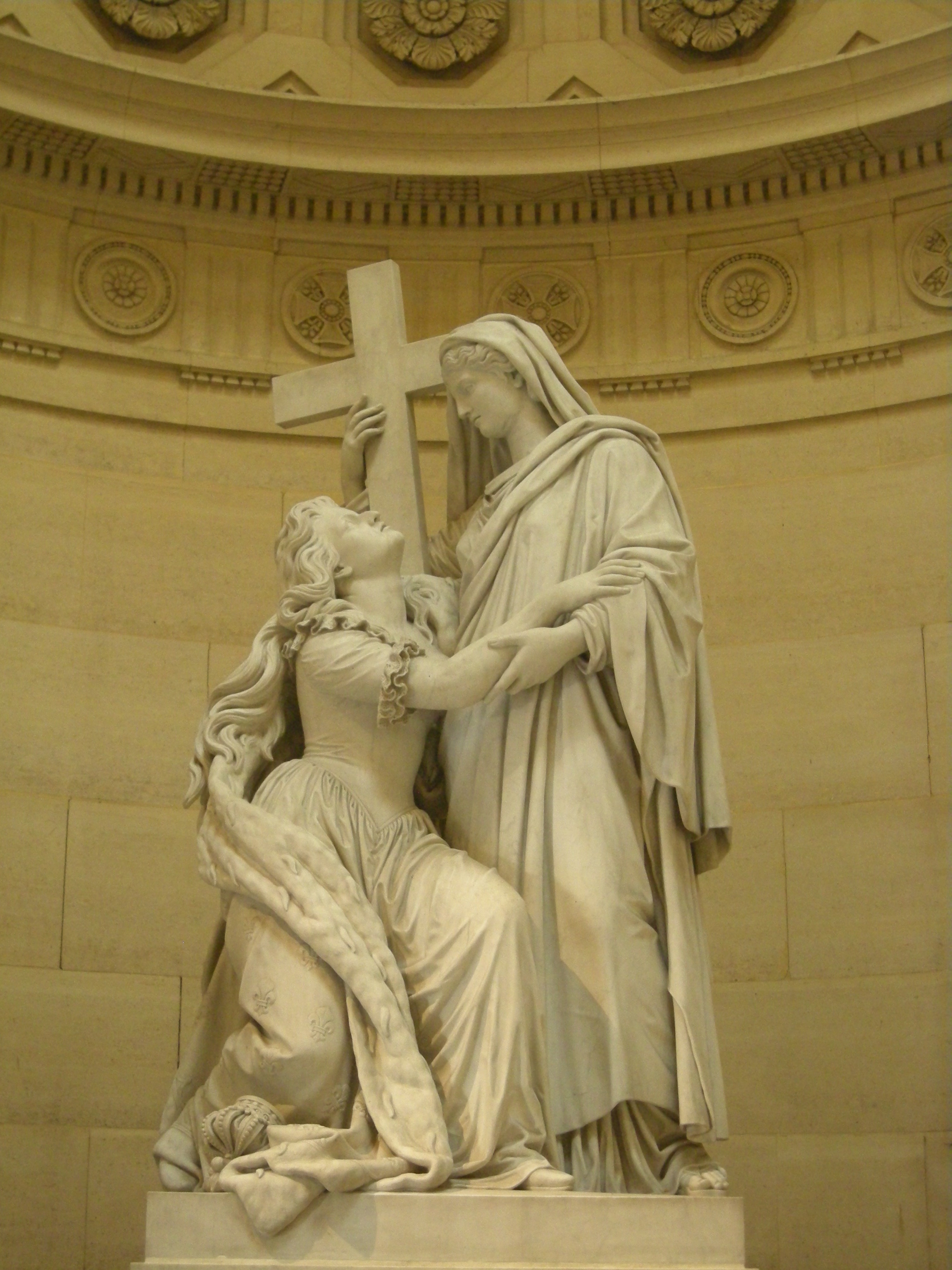
Jean-Pierre Cortot, Marie-Antoinette soutenue par la Religion (1826).

#### Chapelle basse
Accessible par les escaliers en fer à cheval situés derrière les groupes sculptés, elle se compose d'un couloir transversal desservant une petite chapelle ornée d'un autel de marbre noir de forme antique, posé précisément à l'endroit duquel a été exhumé le corps de Louis XVI.
Dans et derrière les murs, des ossuaires sont scellés pour recueillir les restes des victimes guillotinées de la Révolution.

#### Sacristie nord et travée nord
Cette pièce ornée de boiseries blanches est destinée à accueillir les objets du culte. Elle présente aujourd'hui un confessionnal recouvert de velours rouge et un portrait de la duchesse d'Angoulême et donne accès à une des galeries à neuf travées d'arcades au niveau du parc. La même configuration est présente au sud.

## Galerie

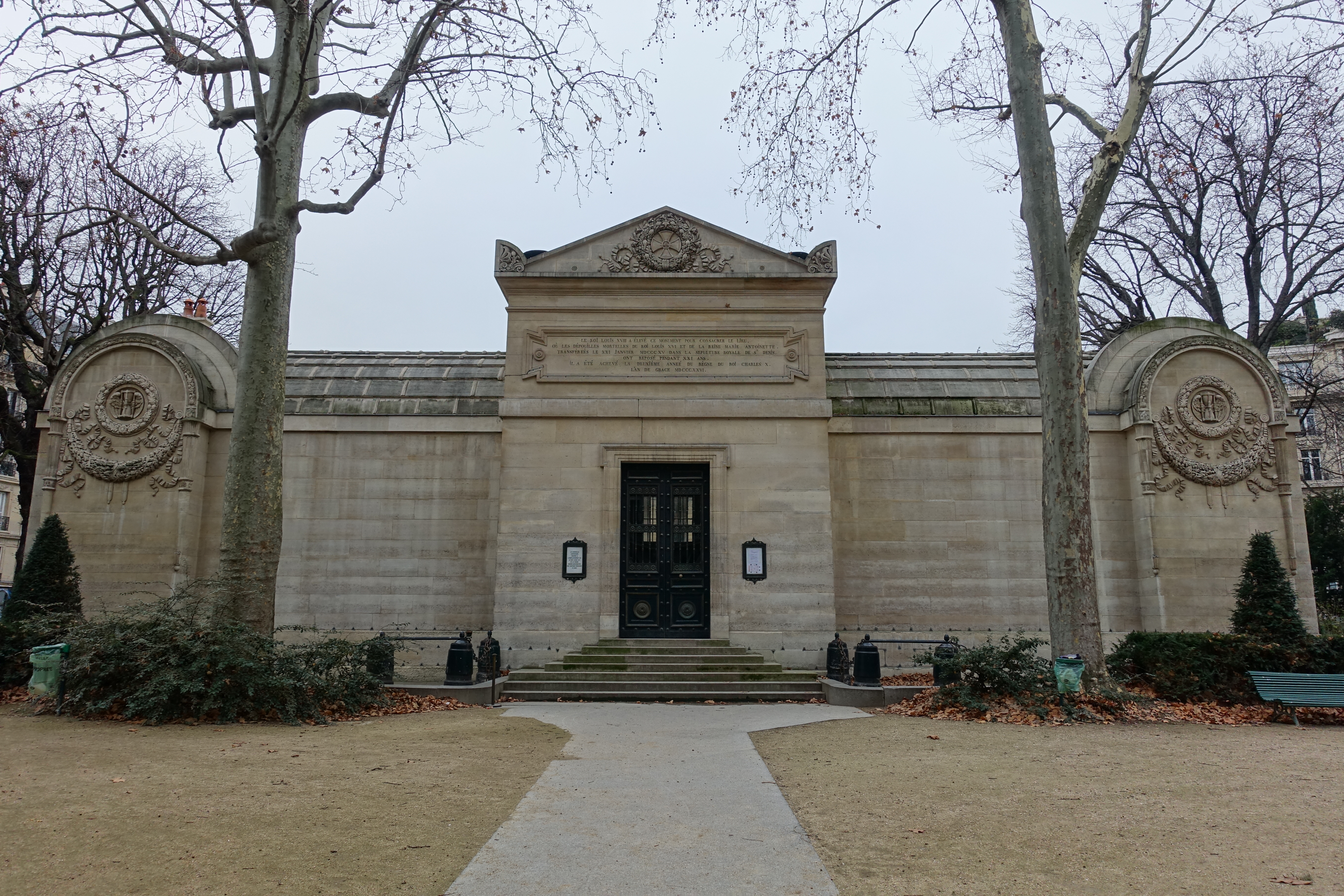
Pavillon d'entrée rue Pasquier.
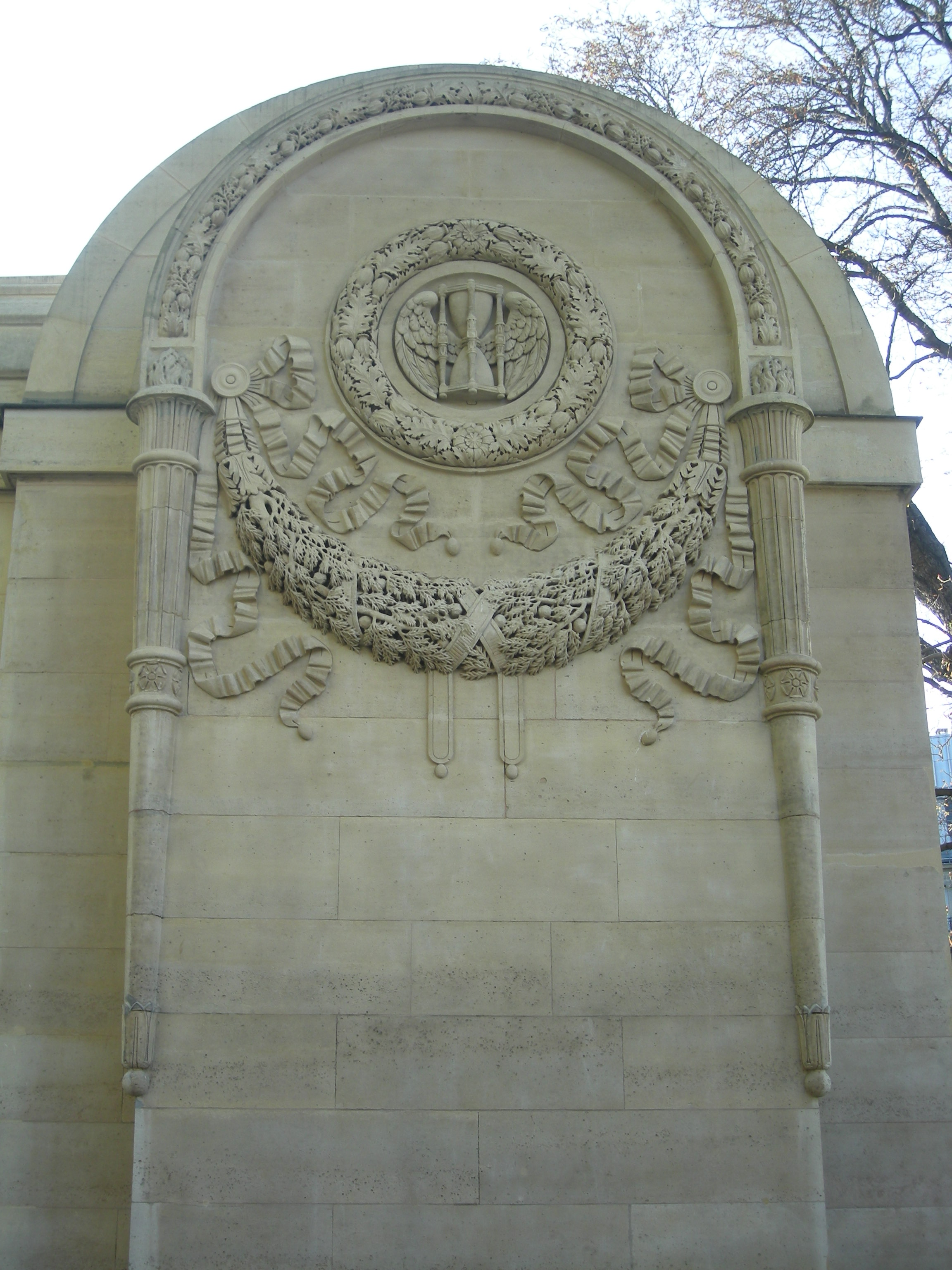
Ornement de la stèle de droite du pavillon d’entrée.
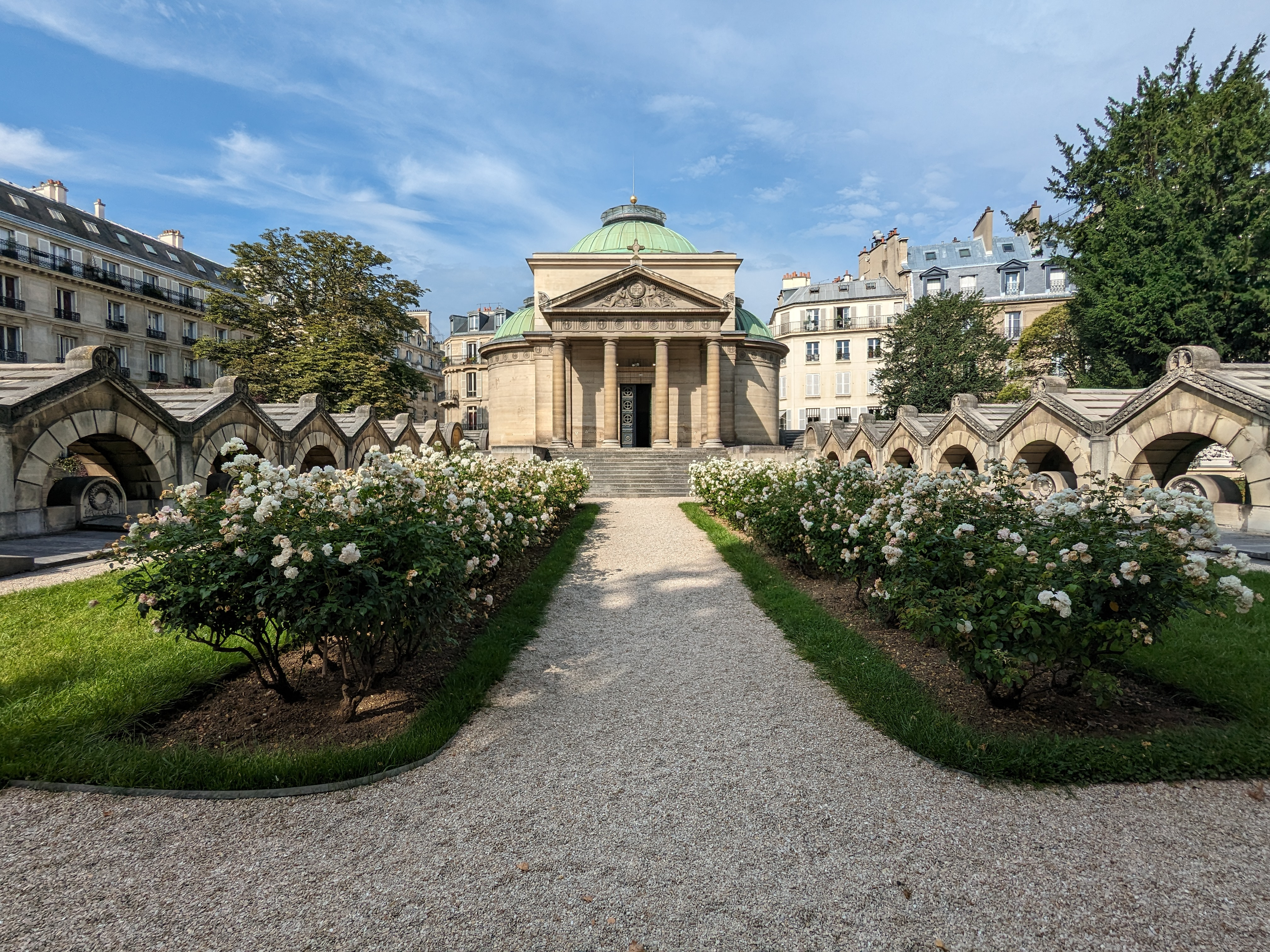
Allée centrale avec les parterres de rosiers.
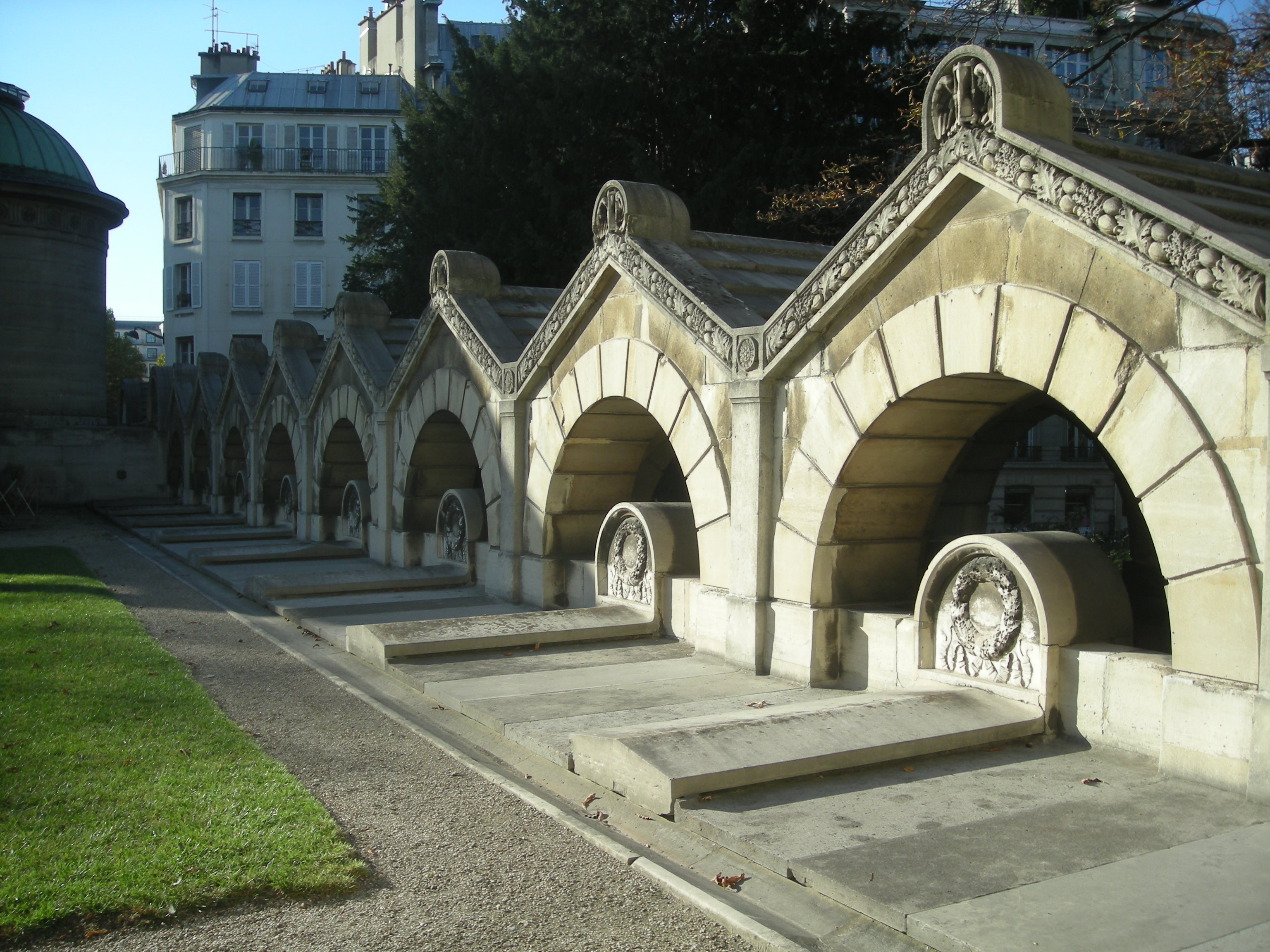
Côtés avec les pierres tombales en souvenir des Gardes suisses.
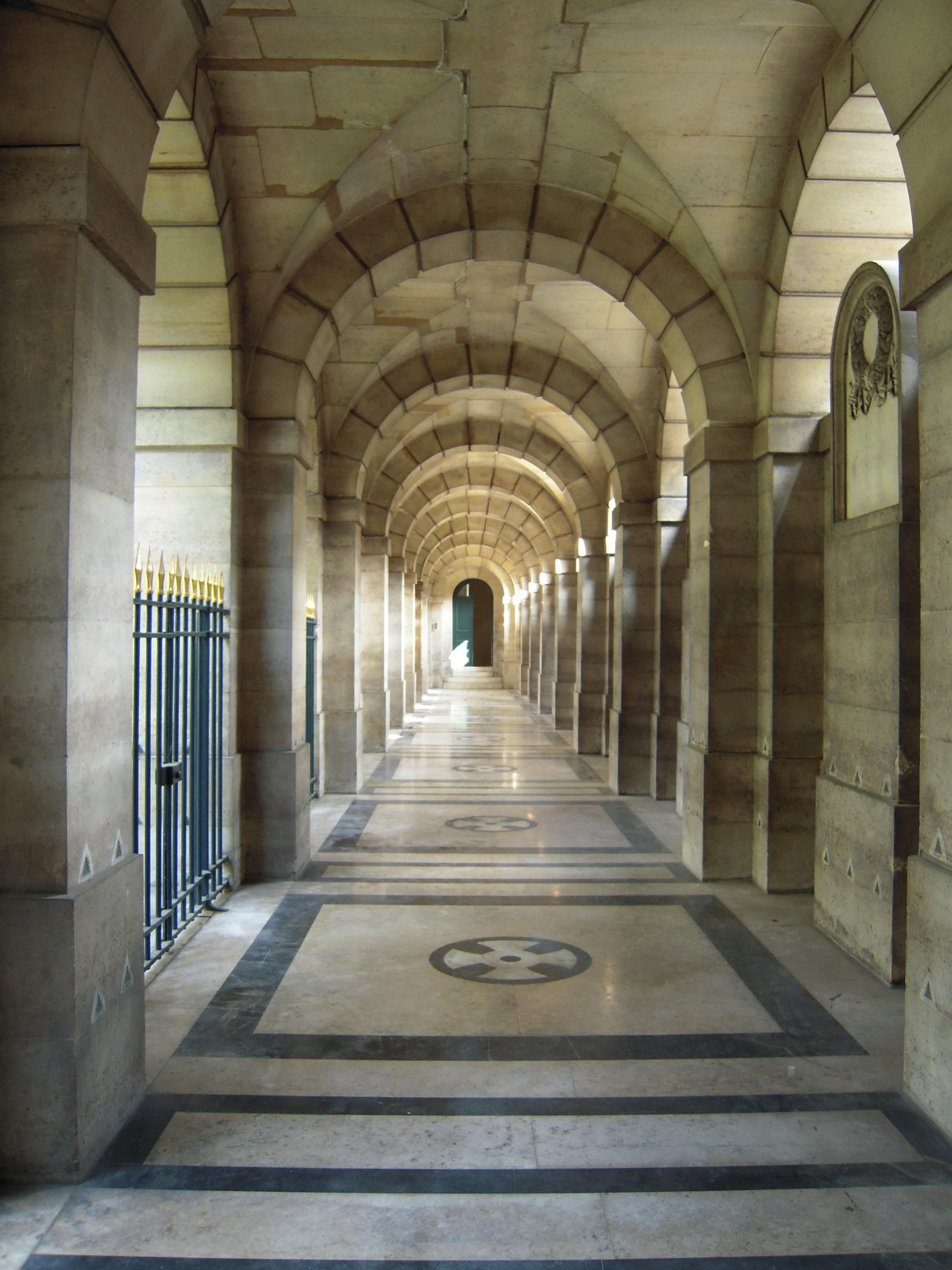
Galerie latérale.
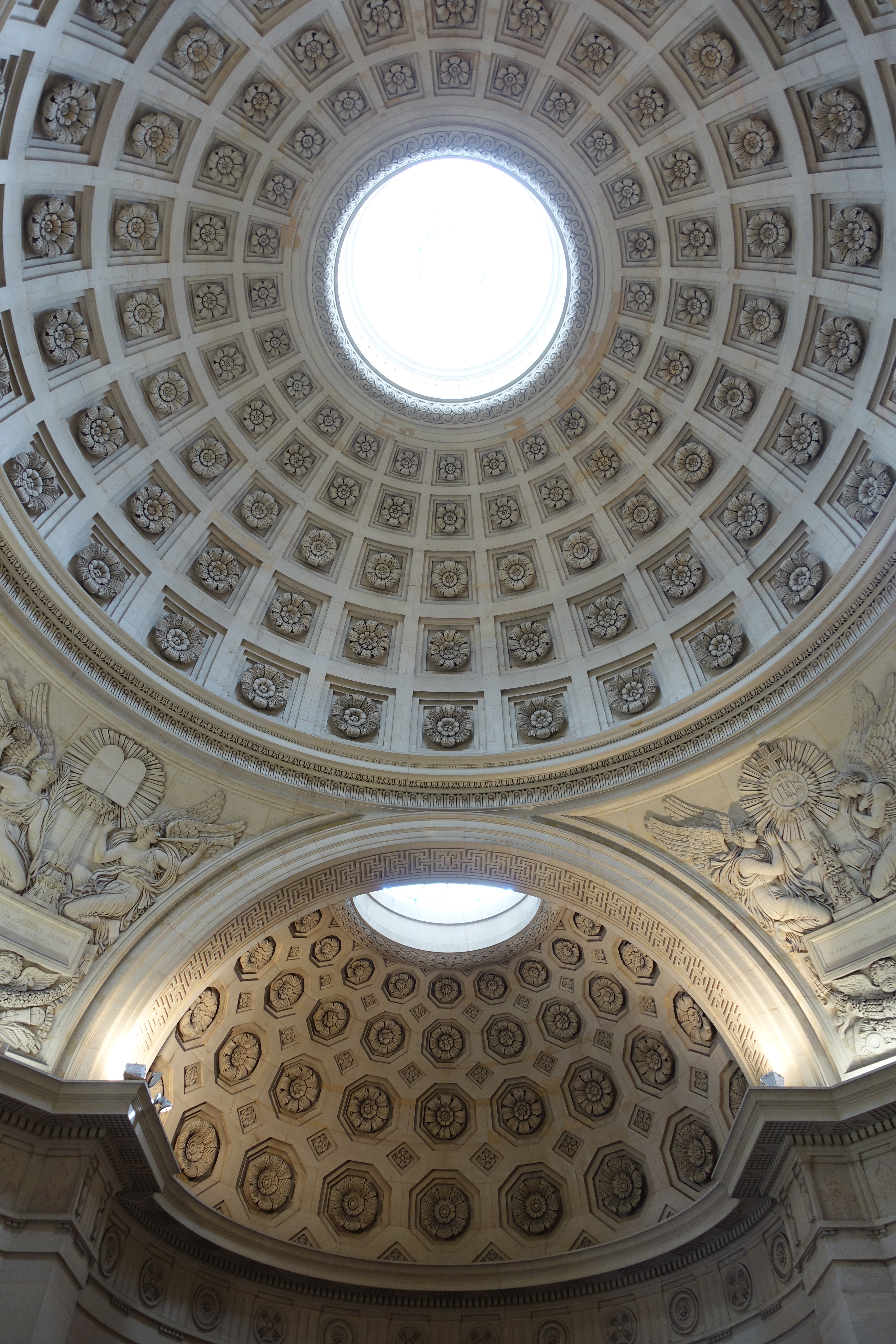
Coupoles avec oculus de la rotonde et du Chœur.
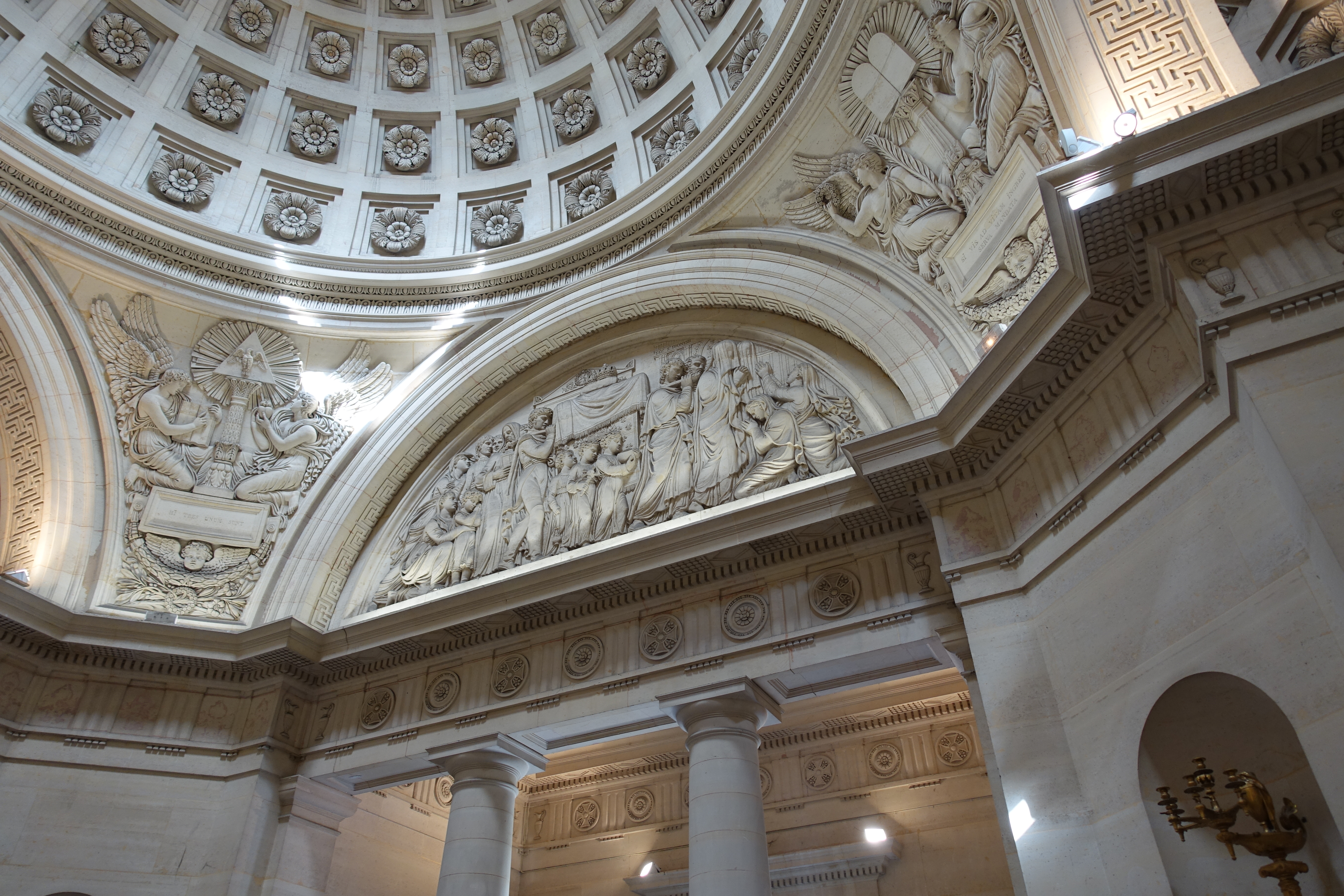
Reliefs des pendentifs et du tympan représentant la translation des reliques royales.
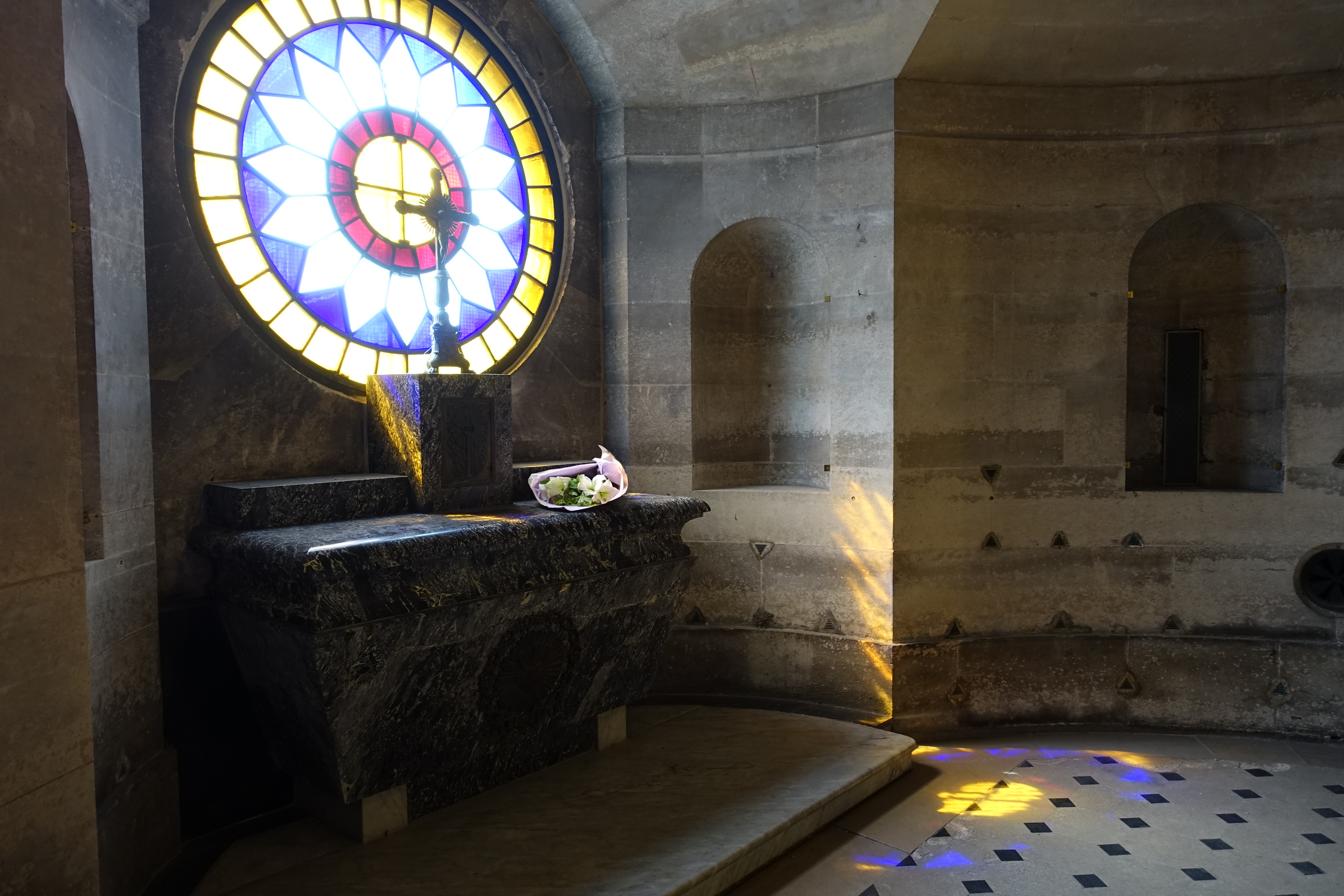
Petite chapelle de la crypte à l’emplacement de l’inhumation du corps de Louis XVI.
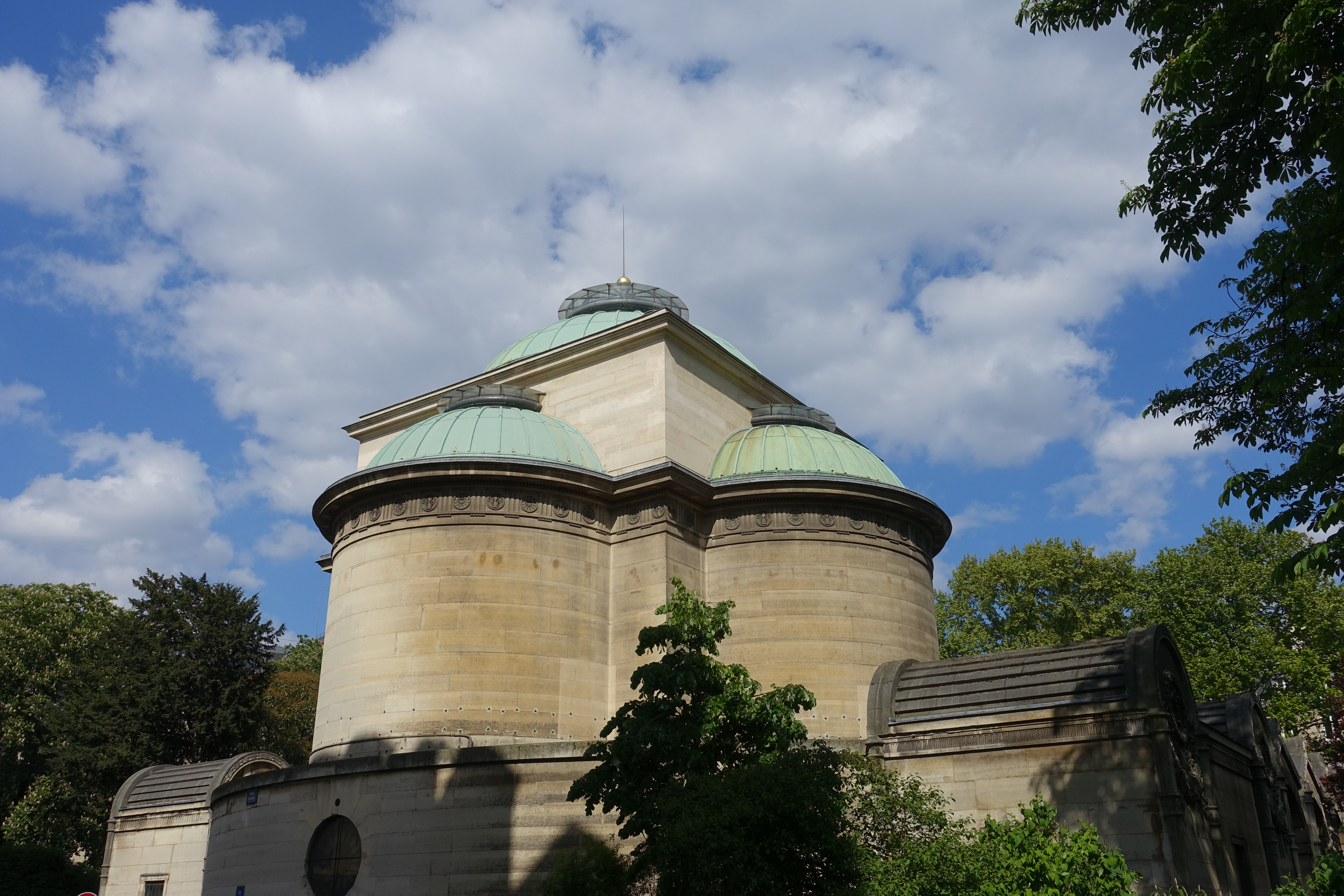
Vue depuis la rue d'Anjou.

#### Sources anciennes
- Abbé Falcoz, Chapelle expiatoire de Louis XVI et de Marie-Antoinette, et récit de leur mort, d'après les documents officiels, Paris, Ch. Forestier, 1877, 64 p. (BNF 36488405, lire en ligne).
- Maurice de Guérin, « La Chapelle expiatoire », La France catholique,‎ 31 mai 1834, p. 21–23. Repris dans :
  - Abel Lefranc, Maurice de Guérin, d'après des documents inédits, Paris, Honoré Champion, coll. « Les lettres et les idées depuis la Renaissance » (no 1), 1910, II-323 p. (BNF 30774615), p. 227–232 [lire en ligne].
  - Marie-Catherine Huet-Brichard (dir.), Œuvres complètes, Paris, Classiques Garnier, coll. « Bibliothèque du XIXe siècle » (no 17), 2012, 1082 p. (ISBN 978-2-8124-0634-8 et 978-2-8124-1122-9, DOI 10.15122/isbn.978-2-8124-1122-9.p.0388, lire en ligne), p. 388–393.
- Abbé Savornin, Notice historique sur les faits et particularités qui se rattachent à la Chapelle expiatoire de Louis XVI et de la Reine Marie-Antonette, d’après documents officiels pleins d'émouvantes révélations, Paris, A. Vaton, 1865, VIII-343 p. (BNF 31306589, lire en ligne).

#### Sources contemporaines
- (en) Gemma Betros, chap. 32 « Monarchy, Memory, and the Chapelle Expiatoire », dans David Andress (dir.), The Routledge Handbook of French History, Londres, Routledge, 2023 (ISBN 978-0-367-40682-0, 978-1-032-65644-1 et 978-0-367-80847-1, DOI 10.4324/9780367808471-33).
- Jean Marie Darnis, Les monuments expiatoires du supplice de Louis XVI et de Marie-Antoinette sous l'Empire et la Restauration : 1812–1830, Paris, chez l'auteur, 1981, 224 p. (ISBN 2-903521-01-8).
- Jean-Philippe Garric, La Chapelle expiatoire, Paris, Monum-Éditions du Patrimoine, coll. « Itinéraires du patrimoine », 2006, 55 p. (ISBN 2-85822-877-9), rééd. 2022  (ISBN 978-2-7577-0818-7).
- Vassiliki Petridou, « P.-F.-L. Fontaine et L. H. Lebas : Une double paternité pour la Chapelle expiatoire à la mémoire de Louis XVI et de Marie-Antoinette », dans Thérèse Kleindienst (dir.), Le Livre et l'Art : études offertes en hommage à Pierre Lelièvre, Paris et Villeurbanne, Somogy Éditions d'art et ENSSIB, 2000, 600 p. (ISBN 2-85056-405-2), p. 417–428.

### Articles liés
- Quartier de la Madeleine
- Liste des monuments historiques du 8e arrondissement de Paris
- Liste des édifices religieux de Paris